# Лінтон (Індіана)
Лінтон (англ. Linton) — місто (англ. city) в США, в окрузі Ґрін штату Індіана. Населення — 5133 особи (2020).

## Географія
Лінтон розташований за координатами 39°2′9″ пн. ш. 87°9′31″ зх. д. / 39.03583° пн. ш. 87.15861° зх. д. (39.035744, -87.158695).  За даними Бюро перепису населення США в 2010 році місто мало площу 7,83 км², уся площа — суходіл.

## Демографія
Згідно з переписом 2010 року, у місті мешкало 5413 осіб у 2325 домогосподарствах у складі 1443 родин. Густота населення становила 692 особи/км².  Було 2660 помешкань (340/км²).
Расовий склад населення:
| - 97,7 % — білих - 0,4 % — азіатів - 0,3 % — корінних американців - 0,1 % — чорних або афроамериканців |

До двох чи більше рас належало 1,2 %. Частка іспаномовних становила 1,2 % від усіх жителів.
За віковим діапазоном населення розподілялося таким чином: 23,4 % — особи молодші 18 років, 57,4 % — особи у віці 18—64 років, 19,2 % — особи у віці 65 років та старші. Медіана віку мешканця становила 39,8 року. На 100 осіб жіночої статі у місті припадало 91,1 чоловіків;  на 100 жінок у віці від 18 років та старших — 85,8 чоловіків також старших 18 років.
Середній дохід на одне домашнє господарство  становив 44 285 доларів США (медіана — 36 433), а середній дохід на одну сім'ю — 54 173 долари (медіана — 48 023). Медіана доходів становила 32 131 долар для чоловіків та 26 295 доларів для жінок. За межею бідності перебувало 18,0 % осіб, у тому числі 18,2 % дітей у віці до 18 років та 11,7 % осіб у віці 65 років та старших.
Цивільне працевлаштоване населення становило 2204 особи. Основні галузі зайнятості: освіта, охорона здоров'я та соціальна допомога — 25,6 %, роздрібна торгівля — 12,4 %, мистецтво, розваги та відпочинок — 10,0 %, виробництво — 8,8 %.